# 徳川頼宣
徳川 頼宣（とくがわ よりのぶ）は、紀伊国和歌山藩の初代藩主。紀州（紀伊）徳川家の祖。

## 生涯
慶長7年（1602年）3月7日、徳川家康の十男として伏見城で生まれた。家康61歳。母は蔭山殿。童名は長福（長福丸）といい、叔父・松平定勝の幼名を与えられた。徳川頼房の同母兄。
慶長8年（1603年）9月11日、異母兄・武田信吉が死去。同年11月7日、2歳にして、信吉の遺領である常陸国水戸20万石を継いだ。同年、幕臣で、伯父にあたる三浦為春が頼宣の傅（）となった。同9年（1604年）12月、5万石加増。頼宣は水戸には入らず、伏見城や江戸城の家康のもとで育てられた。
慶長11年（1606年）8月11日、元服する。従四位下侍従に任じられ、徳川常陸介頼将と名乗る。同12年（1607年）、幕府大番頭・水野重仲も頼宣の傅となる。同13年（1608年）、父・家康が駿府で大御所政治を始めると、頼宣も同所に移った。
慶長14年（1609年）、家康の命を受けた傅役・三浦為春が加藤清正のもとに赴き、清正の息女・八十姫（瑤林院）を頼宣の室に迎える旨を伝えた（翌年9月、為春は、清正の領国・肥後国に下って婚礼の吉儀を納めた）。
慶長14年12月、頼宣は駿河国・遠江国および東三河、計50万石に転封された。同15年（1610年）、安藤直次も傅となった。
慶長16年（1611年）3月20日、参議・左近衛権中将となる（左中将如元とある）。同月28日、豊臣秀頼が家康と会見するため二条城に来た際には、兄・義直とともに鳥羽まで出迎えた。同年4月2日には、家康の名代として、義直とともに大坂城の秀頼を訪問した。
『和歌山県史』では、この頃、安藤直次と水野重仲が、頼宣の傅から年寄の最高位である付家老（執政）に転じたと論じている。このことの第一の目的は、当時、譜代大名だった直次と、以前譜代大名だった重仲を付家老＝家臣にすることで、頼宣に高い格を与えることだった。
慶長19年（1614年）、大坂冬の陣で初陣を飾り、天王寺付近に布陣した。翌年の大坂夏の陣では天王寺・岡山の戦いで後詰として活躍した。
元和2年（1616年）4月、15歳のとき、父・家康が死去。同3年（1617年）1月、婚約中だった八十姫を御簾中（正室）に迎えた。同年7月20日、従三位権中納言となる。翌21日、権中納言を辞退。
元和5年（1619年）7月19日、18歳のとき、紀伊国・伊勢国のうちで計55万5千石への転封を命じられた（紀伊国は、高野山寺領を除く37万4千石余り。伊勢国は、松坂・田丸・白子領の18万石弱。その他、大和国1000石余り）。この国替えは、外様大名浅野家の西遷、西国の監視や大坂城守護、江戸と京および大坂を結ぶ海路を確保することなどを目的として行われたとされる。
元和5年8月18日、紀州に入国した。頼宣は、自身の入国前に戸田隆重を派遣して、以前の領主・浅野氏の代官を務めていた旧土豪から浅野氏の支配の方法について聞き取りを行わせた。
入国後は、和歌山城の改築、城下町の整備など、和歌山藩の繁栄の基礎を築いた。また、地元の国人を懐柔する地士制度を実施した。さらに、浪人問題を解消すべく多くの対策を打ち出した。
寛永3年（1626年）8月19日、従二位権大納言に敘任された。
同時期、明の遺臣・鄭成功（国姓爺）から日本に援軍要請があったが、頼宣はこれに応じることに積極的であったともいう。また義直が死去し、格上の将軍家綱が幼少であることから徳川一族の長老となり、戦国武将的な性格からも、幕政を司る幕閣には煙たい存在となった。
慶安4年（1651年）7月の慶安の変において、由比正雪が頼宣の判物を偽造していた。幕府は、将軍・家綱が幼年の間は江戸に在府するよう命じ、帰国を許されたのは事件から8年後の万治2年（1659年）になってからだった。
寛文7年（1667年）5月、66歳のとき、嫡男・光貞に跡を譲って隠居した。
寛文11年（1671年）1月10日、紀州で死去した。70歳。法号は、南竜院殿前二品亜相顗永天晃大居士。遺言により、慶徳山長保寺（紀伊国海士郡浜中荘上村）に葬られた。
和歌山藩主としての治世は47年9か月であり、この間の江戸参府19回、和歌山帰国18回、和歌山在国の通算は21年10か月であった。さらに隠居期間が3年7か月あり、この間の江戸参府1回、和歌山帰国2回であった。覇気に富む人柄であったと伝えられている。

### 死後
明治8年（1875年）、県有志により南龍（南竜）神社が創建された。
大正4年（1915年）11月、正二位を追贈された。

## 諱の変遷について
はじめ頼将（）と名乗る（「よりまさ」と読む文献もある）。元和年中に頼信、さらに頼宣に改める（頼宣と名乗るのは紀州入国後のことである）。
諱の一文字目については徳川家が源氏の末裔であることを示すために、その通字の一つである「頼」の字を用いたものとみられる。

## 施策
- 入部後、ただちに牢屋普請を命じている[23]。
- 入国後、和歌山城を格式に相応しい城郭に改修しようとした[36]。元和7年（1621年）には将軍秀忠から費用として銀2000貫を与えられている[36]。
- 城下南部の外堀は、現在の神明神社付近まで掘り進んだところで幕府から中止を命じられ、和歌道以西（現・国道42号）を埋め戻したという[37]。「掘留（堀止）」という地名はこのことに由来する[38]。
- 万治3年（1660年）1月、59歳のとき、儒者・李梅渓に「父母状」の作成を命じ、領内に頒布した[17][39][23]。

## 逸話
- 父・家康の晩年、頼宣を最後まで手元に置き自ら薫陶を与えて育てた。まだ幼いにもかかわらず馬に乗せ、小川を飛び越えるように強要し、落水しても家康は放置した、と伝わる。
- 8歳のとき、駿府城内で能楽を自ら演じ、諸大名に見学させている[35]。当時、能役者である森田庄兵衛と葛野九郎兵衛が頼宣に付けられた[35]。
- 大坂冬の陣の初陣の際、父である大御所家康自らが鎧初めを行う、特別な扱いを受けた。
- 大坂落城後、茶臼山にある家康の本陣に赴き、先陣を希望したものの叶わなかったため、戦に間に合わず口惜しいと涙した[32]。側にいた松平正綱が、「まだお若いから、このような機会は何度でもありましょう」となだめると、「14歳が再びあるのか」と怒った[32]。これを聞いて家康は頼宣を賞した[32]。
- 家康没後、頼宣は駿府から和歌山に転封となった。これは2代将軍・秀忠が父・家康の遺風に対抗し、自身の権威を見せつけるため、「家康の子、すなわち自分の兄弟である」「家康が直々に配した」「父が自分の所縁の地を与えた」頼宣ですらも自分は転封させることができる、すなわち、それ以下の格の諸大名は親藩・譜代・外様を問わず、全ては我が権威の下であるということを天下に示すためであった、とも言われている。駿府は一旦幕府直轄を経て、秀忠の次男である徳川忠長をもって駿河藩55万石となったが、これも父と同様に自分も御三家相当の家を設立することができる。そして御三家から駿府を奪い我が子に与えることで、家康の権威よりも自分のほうが格上であるとする意思表示であったとする説がある。
- 転封が表面化した際、頼宣は大坂城に移ることを希望したが、叶えられなかった（「高山公実録」）[40]。
- 由井正雪関連の疑惑が出た際、幕閣は頼宣を江戸城に呼び出し、不審な点があればただちに捕らえるつもりで屈強な武士を待機させて喚問に臨み、証拠文書を前に正雪との関係を詰問したが、頼宣は「外様大名の加勢する偽書であるならともかく、頼宣の偽書を使うようなら天下は安泰である」と意外な釈明をし、嫌疑を晴らした[41]。外様大名などが首謀者とされていたならば、天下は再度騒乱を迎え、当該大名の取潰しなど大騒動であっただろうが、将軍の身内の自分が謀反など企むわけがないだろうという意味である。
- 鄭成功に関する援軍要請の際は、「西国に将軍の身内は自分一人ゆえ、西国大名の全指揮権を名代として自分に与えてくれれば、日本の面子を充分に立てて来る」と乗り気であったとも、「出兵しても日本に利がない」として反対だったとも伝わる。
- 頼宣は様斬（ためしぎり）を好み、自ら囚人を試し斬りした後、家来一同に「さてさて、この名刀や、かくの如き切り手は日本はおろか、唐天竺にもあろうか？」と問うたところ、儒者の那波活所が「名刀ならば唐には干将・莫耶という名剣があります。また人を殺すことを楽しんだ王なら殷の紂王など悪王がおります」と答え、「およそ殺人を面白がるのは禽獣の仕業。人間の行いではありません」と諫言した。以後、頼宣は試し斬りをやめたという。
- 若い頼宣が粗暴な振る舞いを行った際、附家老の安藤直次が豪腕をもって主君頼宣を押さえつけた。この際に頼宣の股に傷跡が残ってしまったが、後年になって医師がこれを治そうとした際に頼宣は「今の自分があるのは直次があの時諌めてくれたお蔭である。この傷跡はそのことを思い出させてくれるものである」として、治癒を断っている。

## 官職および位階等の履歴
- 慶長11年8月11日（1606年9月13日） - 元服し、頼将を名乗る。従四位下・常陸介[注 3]に叙任。
- 慶長16年3月20日（1611年5月2日） - 従三位・参議・左近衛権中将に昇叙転任。その後、年月日不詳にて参議辞職。
- 元和3年（1617年）
  - 7月19日（8月20日） - 権中納言に転任
  - 7月21日（8月22日） - 権中納言辞任
- 寛永3年8月19日（1626年10月9日） - 従二位権大納言に昇叙転任
- 1915年（大正4年）11月10日 - 贈正二位

## 系譜
- 御簾中（正室）：八十姫（瑤林院） - 加藤清正次女（第五子）。水野勝成養女（生前の徳川家康と加藤清正の約定に拠る婚姻であるが、婚姻時は双方が死去していたため、瑤林院の生母の兄の水野勝成が婚姻上の養父となった）。
- 側室：理真院（中川氏）（?-1658）
  - 長男：光貞
  - 長女：茶々姫（1631-1709） - 芳心院・因幡姫。因幡国鳥取藩主池田光仲正室
- 側室：山田氏（?-1688） - 円住院
  - 次女：松姫（1631-1678） - 鷹司松平信平正室
- 側室：武藤氏（?-1660） - 長寿院
  - 次男：修理（1633-1636）
- 側室：益心院（?-1647）
  - 万姫（1638-1640）
- 側室：越智氏
  - 三男：松平頼純 - 伊予国西条藩初代藩主（西条松平家）

その他二女（早世）

## 徳川頼宣が登場する作品

### 小説
- 魔界転生（山田風太郎）
- くノ一忍法帖（山田風太郎）

### 映画
- 魔界転生（2003年 監督：平山秀幸 頼宣：杉本哲太）

### テレビドラマ
- 春の坂道（1971年 NHK大河ドラマ 頼宣：古関八州夫）
- 忍法かげろう斬り（1972年 関西テレビ 頼宣：北村和夫）
- 江戸を斬る 梓右近隠密帳（1973年 TBSナショナル劇場 頼宣：江原真二郎）
- 徳川三国志（1975年 テレビ朝日 頼宣：芦田伸介）
- 服部半蔵 影の軍団（1980年、東映 演：成田三樹夫）
- 徳川家康（1983年 NHK大河ドラマ 頼宣：藤原義武→高橋修宏）
- 春日局（1989年 NHK大河ドラマ 頼宣：本田太郎）
- 寛永風雲録（1991年 日本テレビ新春時代劇スペシャル 頼宣：中尾彬）
- 葵 徳川三代（2000年 NHK大河ドラマ 頼宣：平野裕貴→川田浩太→村上耕平→本郷弦）
- 天下騒乱〜徳川三代の陰謀（2006年 テレビ東京新春ワイド劇場 頼宣：樋口浩二）
- 功名が辻（2006年 NHK大河ドラマ 頼宣：安達悠起）
- 柳生十兵衛七番勝負 最後の闘い（2007年 NHK木曜時代劇 頼宣：椿直→西村雅彦）

## 関連文献
- 橘井清五郎 編『南竜公御事略』橘井清五郎、1920年4月11日。NDLJP:960726。

## 展覧会
- 「徳川家入国400年記念 特別展「徳川頼宣と紀伊徳川家の名宝」」、2019年10月19日 ～ 11月24日、主催：和歌山県立博物館・和歌山市立博物館、特別協力：紀州東照宮[2][42]。